# Mecynargus
Mecynargus is een geslacht van spinnen uit de familie hangmatspinnen (Linyphiidae).

## Soorten
De volgende soorten zijn bij het geslacht ingedeeld:
- Mecynargus asiaticus Tanasevitch, 1989
- Mecynargus borealis (Jackson, 1930)
- Mecynargus brocchus (L. Koch, 1872)
- Mecynargus foveatus (Dahl, 1912)
- Mecynargus hypnicola Eskov, 1988
- Mecynargus longus (Kulczyński, 1882)
- Mecynargus monticola (Holm, 1943)
- Mecynargus morulus (O. P.-Cambridge, 1873)
- Mecynargus paetulus (O. P.-Cambridge, 1875)
- Mecynargus pinipumilis Eskov, 1988
- Mecynargus pyrenaeus (Denis, 1950)
- Mecynargus sphagnicola (Holm, 1939)
- Mecynargus tundricola Eskov, 1988
- Mecynargus tungusicus (Eskov, 1981)